# Palais chinois de Palerme
La Casina Cinese de Palerme, communément appelée Palazzina Cinese, est une ancienne résidence royale des Bourbons des Deux-Siciles, située en bordure du Parco della Favorita, en bordure de la réserve de Monte Pellegrino.

## Histoire du bâtiment
Il a été construit par Giuseppe Venanzio Marvuglia à partir de 1799 à la demande de Ferdinand III de Sicile qui avait acheté une maison de style chinois au baron Benedetto Lombardo, ainsi qu'un terrain bordant certaines pièces. Marvuglia, qui était l'auteur du bâtiment précédent, a construit l'œuvre en gardant le style oriental : le corps central se termine en haut avec un toit de pagode. Le rez-de-chaussée est scandé d'arcs en plein cintre et les deux côtés sont flanqués de tourelles comportant des escaliers hélicoïdaux ouverts, dont la réalisation est dirigée par le maître d'œuvre Giuseppe Patricolo. Le bâtiment présente des éléments curieux : les cloches de la grille d'entrée, les poutres en bois sculpté des terrasses et les coquilles Saint-Jacques.
Les appartements sont répartis sur trois étages. Au sous-sol se trouve la salle de bal et la salle d'audience, décorées par Giuseppe Velasquez. Au premier étage avec un escalier extérieur, le hall de réception de style chinois avec des panneaux en tissu également peint par Riolo, la salle à manger avec l'ingénieuse « table mathématique » de Marvuglia, et la chambre du roi avec la voûte peinte à la chinoise par Codardi et Velasquez.
Au deuxième étage se trouvait l'appartement de la reine Maria Carolina avec deux pièces de réception et la chambre. Au niveau supérieur se trouve une grande terrasse octogonale couverte d'une pagode au plafond décoré par Silvestri. En 1800, le jardin arrière est aménagé et Giuseppe Patricolo s'occupe du « temple chinois ». G. Durante a fait la « flore à l'italienne », des réservoirs en marbre blanc avec des grottes chinoises naturelles.
Entre 1800 et 1806, les deux pavillons des chasseurs royaux ont été construits. Avec l'unification de l'Italie (1861-1946), la Palazzina et le Parc passent à la Couronne de Savoie puis à l'État ; le Parc et la Palazzina sont devenus propriété de la Municipalité et étaient destinés aux visites des touristes tandis que le Musée Pitré était situé dans les dépendances. Plus tard, les écuries abritèrent le Musée agricole.

## Le bâtiment
- Deuxième étage - chambre turque, salle d'Herculanum, chambre de la Reine, terrasse
- Premier étage - quartier supérieur de sa majesté, quartier pour la suite de sa majesté
- Rez-de-chaussée - galerie d'entrée, chambres du roi, salle à manger, salle de jeux
- Sous-sol - salon, salle de bain, salle de billard, mécanisme et table mathématique, salle des ruines

## Curiosité

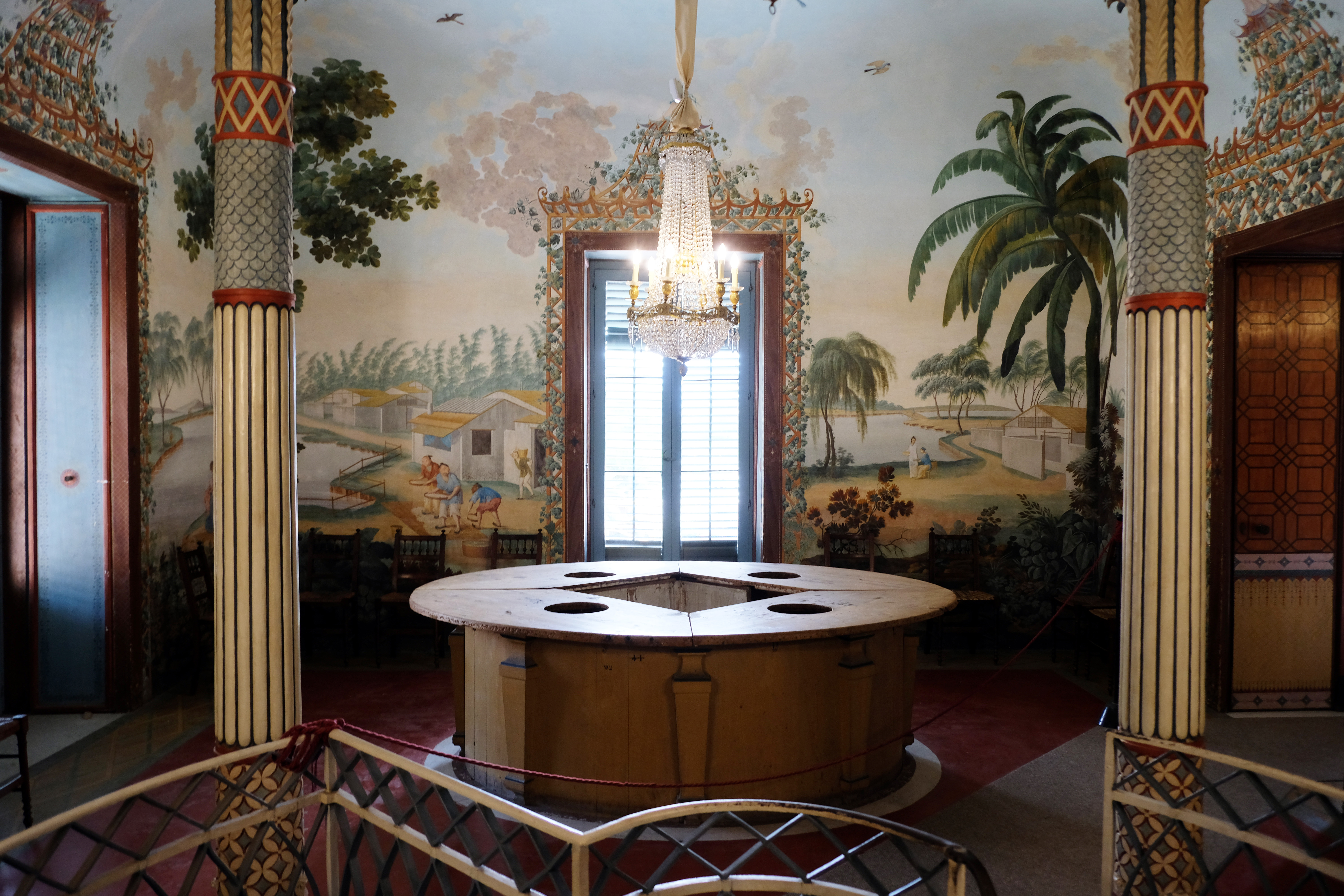
La table mathématique

Dans la salle à manger, il y a une table qui permet de soulever la vaisselle de l'étage inférieur et d'être immédiatement servi. Cette table est appelée la table mathématique.